# 深川麻衣
深川麻衣（日语：／ Fukagawa Mai */?，1991年3月29日—）是日本女演員，為女子偶像團體乃木坂46前成員，靜岡縣磐田市出身，所屬經紀公司為Ten Carat。

## 早年生活
小學時期，她喜歡早安少女組，還會收集零食附贈的貼紙，雖然曾想過加入Mini Moni，但她當時的夢想是成為插畫家或和菓子職人。
然而，上了中學後，她加入了美術社，並開始閱讀時尚雜誌，這成為她對演藝相關工作產生興趣的契機。她回憶道，看到母校拍攝日劇《WATER BOYS2》時，深受感動，覺得「原來電視劇是這樣拍出來的啊！」。之後她升學至藝術科的高中，在學習油畫與日本畫的同時，主修設計。高中一年級時，她對演藝圈產生憧憬，因為喜歡唱歌與跳舞，便進入位於靜岡縣濱松市的舞蹈學校「Heroes Academy」學習。高中畢業後，在決定前往東京追夢前，她認為應該先學會一技之長，於是選擇進入位於愛知縣名古屋市的兩年制服裝專門學校就讀。

## 演藝經歷
2010年8月，她在Lowrys Farm主辦的「kawaii EXPO 2010」模特選拔中獲得冠軍，並成為專屬模特兒。
2011年3月，專門學校畢業後，她認為與其後悔，不如勇敢挑戰會讓自己更能釋懷，因此在與父母商量後，母親對她說：「要設定一個期限努力看看」、「先試一年，如果不行就回來。不過，生活費要自己存，何時放棄也要自己決定。」，在以自力賺取生活費為條件下，她獲得了追求演藝圈夢想的允許。之後，她從居住了兩年的愛知縣名古屋市搬到東京都，並在打工的同時，參加女演員與模特兒的徵選。
2011年8月21日，通過最終審查正式成為乃木坂46創團成員，徵選時唱的曲目是aiko的《KissHug》。合格後，由於乃木坂46的課程僅在週末進行，且禁止打工，因此經濟上並不寬裕。11月14日，開通了個人的乃木坂46官方博客。
2012年2月22日，以乃木坂46的出道單曲《窗簾圍繞》的收錄曲《左胸的勇氣》和《不想失去》而正式出道。6月17日，於乃木坂46第3張單曲《奔馳吧！Bicycle》中首次獲選為選拔成員。7月2日，因與JA北空知的「深川米」發音相同而促成了「深川麻衣企劃」（ふかがわまいプロジェクト），乃木坂46第3張單曲《奔馳吧！Bicycle》的宣傳影片便於深川市拍攝。該影片收錄於單曲特典映像中的個人PV，以「JA北空知×深川麻衣：深川市」名義收錄。這項「深川麻衣企劃」的誕生，是因為JA的職員在搜尋「深川米」資料時，透過網路搜尋而發現了深川麻衣的存在，並由JA的米穀部長發起提案而實現的。
2014年5月12日，於乃木坂46第9張單曲《夏天的Free&Easy》中首次獲選為福神。6月，於在《16人的主角 trois》中獲得主要十個角色的演出機會。10月6日，在《AC米蘭頻道 Milano Milan》（TwellV）中首次以旁白身分單獨擔任固定班底演出，因其出身於足球盛行的靜岡縣磐田市而被選中
始。
2015年8月31日，在乃木坂46第13張單曲《此刻，想說話的對象》中首次獲選為前排選拔成員。12月31日，隨團體首次登上《第66回NHK紅白歌合戰》演出，並演唱乃木坂46代表曲《你就是希望》。
2016年1月5日，高山一實的短篇小說《Carry Over》在雜誌《達文西》的網站上公開，深川擔任了該小說的插畫工作。1月7日，在官方部落格宣布將於乃木坂46第14張單曲的活動結束後畢業。2月1日，獲宣布擔任乃木坂46第14張單曲《當春紫苑盛開時》的Center，也是深川首次擔任乃木坂46單曲的Center。同單曲也收錄了深川的第一首獨唱曲《逞強的花蕾》（強がる蕾）。6月4日，她參加了作為乃木坂46成員的最後一次握手會，在握手會上由櫻井玲香頒發了畢業證書。6月9日，發行首本個人寫真集《想永遠在你身邊》（ずっと、そばにいたい），以2.9萬本的銷量取得Oricon公信榜寫真集部門第1位和綜合部門第2位。6月16日，於靜岡縣的ECOPA Arena舉行「乃木坂46 盛夏的全國巡演2016 ～深川麻衣畢業演唱會～」後，正式從乃木坂46畢業。7月1日，深川位於乃木坂46官方網站內的部落格正式關閉。7月27日發行的乃木坂46第15張單曲《赤腳Summer》中收錄了特典影片《春紫苑綻放的夜晚 ～深川麻衣畢業演唱會後台～》（ハルジオンが咲いた夜 〜深川麻衣卒業コンサートバックステージ〜）。
2016年9月，移籍經紀公司至Ten Carat，轉以演員為主業。
2017年3月29日，在26歲生日當天，開設個人Instagram帳號。4月至5月，首次主演舞台劇《Skip》。
2018年2月，首次出演並主演電影《麵包與巴士和第二次初戀》，並以此作獲得TAMA電影獎「新進女演員獎」。
2019年1月7日，於18年度後期NHK晨間劇《萬福》第20集中飾演香田吉乃，同時也是首次出演晨間劇。1月26日，首次主演電視連續劇《日本破舊民宿紀行》（東京電視台）。
2020年4月1日，開設個人官方網站。
2021年4月11日，於NHK大河劇《直衝青天》第9集中飾演和宮，也是首次出演大和劇。
2023年7月11日，擔任家鄉磐田市的「靜岡磐田PR大使」。

## 人物
- 暱稱為MaiMai（まいまい）[60]、聖母[61]。「MaiMai」這個暱稱是深川參加乃木坂46第一期生徵選時，由當時認識建立交情的白石麻衣「主動讓出來」的[62]（白石的暱稱）；而「聖母」是在乃木坂46時期常用的暱稱，由成員川後陽菜所取，以形容深川溫柔和善的個性[63]。
- 有一個哥哥。
- 中學和高校的時候，在靜岡縣濱松市的藝能養成學校「Heros學園」接受訓練。
- 在名古屋美少女圖鑑（日语：美少女図鑑 (フリーペーパー)）別冊「振袖美少女圖鑑」刊載她的寫真。
- 擅長插畫。初中參加的社團是美術社，之後進入藝術科的高中。
- 高中畢業後，到名古屋的服裝專業學校就讀。

## 參與歌曲

### 單曲
乃木坂46
|      | 發行日期       | 單曲名稱           | 參與歌曲名稱         | MV | 備註       |
| ---- | -------------- | ------------------ | -------------------- | -- | ---------- |
| 01st | 2012年02月22日 | 窗簾圍繞           | 左胸的勇氣           |    | 出道作品   |
| 01st | 2012年02月22日 | 窗簾圍繞           | 不想失去             | ★  |            |
| 01st | 2012年02月22日 | 窗簾圍繞           | 乃木坂之詩           | ★  |            |
| 02nd | 2012年05月02日 | 來吧Shampoo！      | 對狼吹口哨           | ★  |            |
| 02nd | 2012年05月02日 | 來吧Shampoo！      | 心之靈藥             |    |            |
| 03rd | 2012年08月22日 | 奔馳吧！Bicycle    | 奔馳吧！Bicycle      | ★  | 選拔       |
| 03rd | 2012年08月22日 | 奔馳吧！Bicycle    | 性急的蝸牛           | ★  |            |
| 03rd | 2012年08月22日 | 奔馳吧！Bicycle    | 人為什麼奔跑？       | ★  |            |
| 03rd | 2012年08月22日 | 奔馳吧！Bicycle    | 沉默的吉他           | ★  |            |
| 04th | 2012年12月19日 | 制服模特兒         | 制服模特兒           | ★  |            |
| 04th | 2012年12月19日 | 制服模特兒         | 指望遠鏡             | ★  |            |
| 04th | 2012年12月19日 | 制服模特兒         | 來得及的溫柔         |    |            |
| 05th | 2013年03月13日 | 你就是希望         | 你就是希望           | ★  | 選拔       |
| 05th | 2013年03月13日 | 你就是希望         | 乾脆一點             | ★  |            |
| 05th | 2013年03月13日 | 你就是希望         | 浪漫墨魚燒           |    |            |
| 05th | 2013年03月13日 | 你就是希望         | 彈額頭               | ★  |            |
| 06th | 2013年07月03日 | Girls' Rule        | Girls' Rule          | ★  |            |
| 06th | 2013年07月03日 | Girls' Rule        | 世界上最孤獨的Lover  | ★  |            |
| 06th | 2013年07月03日 | Girls' Rule        | 人們的樂器           |    |            |
| 07th | 2013年11月27日 | 髮夾               | 髮夾                 | ★  | 選拔       |
| 07th | 2013年11月27日 | 髮夾               | 月亮的大小           | ★  |            |
| 07th | 2013年11月27日 | 髮夾               | 如此的笨蛋・・・     | ★  |            |
| 08th | 2014年04月02日 | 察覺時已是單戀     | 察覺時已是單戀       | ★  | 選拔       |
| 08th | 2014年04月02日 | 察覺時已是單戀     | 浪漫的開始           | ★  |            |
| 08th | 2014年04月02日 | 察覺時已是單戀     | 呼吸的方法           |    |            |
| 08th | 2014年04月02日 | 察覺時已是單戀     | 謝謝                 |    |            |
| 09th | 2014年07月09日 | 夏天的Free&Easy    | 夏天的Free&Easy      | ★  | 十福神     |
| 09th | 2014年07月09日 | 夏天的Free&Easy    | 無能為力地待在你身邊 |    |            |
| 09th | 2014年07月09日 | 夏天的Free&Easy    | 在那之前的出口       | ★  |            |
| 10th | 2014年10月08日 | 第幾次的藍天？     | 第幾次的藍天？       | ★  | 十福神     |
| 10th | 2014年10月08日 | 第幾次的藍天？     | 敲響倒下的鐘         | ★  |            |
| 10th | 2014年10月08日 | 第幾次的藍天？     | Tender days          |    |            |
| 11th | 2015年03月18日 | 生命如此美好       | 生命如此美好         | ★  | 十福神     |
| 11th | 2015年03月18日 | 生命如此美好       | 慢慢恢復中           | ★  |            |
| 12th | 2015年07月22日 | 太陽敲敲門         | 太陽敲敲門           | ★  | 十福神     |
| 12th | 2015年07月22日 | 太陽敲敲門         | 魚兒們的LOVE SONG    | ★  |            |
| 12th | 2015年07月22日 | 太陽敲敲門         | 羽毛的記憶           | ★  |            |
| 13th | 2015年10月28日 | 此刻，想說話的對象 | 此刻，想說話的對象   | ★  | 十福神     |
| 13th | 2015年10月28日 | 此刻，想說話的對象 | POPIPAPAPA           | ★  |            |
| 13th | 2015年10月28日 | 此刻，想說話的對象 | 忘卻悲傷的方法       | ★  |            |
| 14th | 2016年03月23日 | 當春紫苑盛開時     | 當春紫苑盛開時       | ★  | Center     |
| 14th | 2016年03月23日 | 當春紫苑盛開時     | 逞強的花蕾           | ★  | 畢業獨唱曲 |

1. 1 2  收錄於單獨發行的MV合集《ALL MV COLLECTION～當時的少女們～》

其他
| 發行日期       | 單曲名稱   | 參與歌曲名稱 | MV | 備註      |
| -------------- | ---------- | ------------ | -- | --------- |
| 2012年07月25日 | 大人彩色糖 | 不再綁雙馬尾 | ★  | 麻友坂46  |
| 2016年03月09日 | 你就是旋律 | 混和體       | ★  | 乃木坂AKB |

### 專輯
乃木坂46
|      | 發行日期       | 專輯名稱 | 參與歌曲名稱 | MV | 備註 |
| ---- | -------------- | -------- | ------------ | -- | ---- |
| 01st | 2015年01月07日 | 透明色   | 革命之馬     |    |      |
| 01st | 2015年01月07日 | 透明色   | 我所在的地方 |    |      |

## 演出

### 電視劇
- 49（2013年10月5日－12月28日，日本電視台）：飾演 桑畑園子[64][65]
- 福岡戀愛白皮書（日语：福岡恋愛白書#パート10） 第10回「第十個鈴響的時候」（福岡恋愛白書10 〜十回目の鈴が鳴るとき〜；2015年3月27日，九州朝日放送）：飾演 木崎若菜[66][67]
- 初森BEMARS（初森ベマーズ；2015年7月11日－9月26日，東京電視台）：飾演 媽媽（カアチャン）[68]
- 大河劇 花燃第29集（花燃ゆ；2015年7月19日，NHK）：飾演 女侍者[69]
- 公主公寓（日语：プリンセスメゾン#テレビドラマ）（2016年10月25日－12月13日，NHK BS Premium）：飾演 [70]
- 世界奇妙物語 秋之特別篇2017「馬尾辮」（世にも奇妙な物語'17秋の特別編「ポニーテール」；2017年10月14日，富士電視台）：主演 麻衣（マイ）[71]
- 晨間劇 萬福（2019年1月7日－3月30日，NHK）：飾演 香田吉乃→岡吉乃[51]
- 日本破舊民宿紀行（日语：日本ボロ宿紀行）（2019年1月26日－4月13日，東京電視台）：飾演 篠宮春子（主演）[52]
- 還是不能結婚的男人（2019年10月8日－12月10日，關西電視台）：飾演 戶波早紀[72][73]
- 大河劇 直衝青天（2021年2月14日－12月26日，NHK綜合台）：飾演 和宮[74]
- 匿名者警視廳〜「鍵盤殺人」對策室〜（日语：アノニマス〜警視庁“指殺人”対策室〜）（2021年1月25日－3月15日，東京電視台）：飾演 芹澤亞里沙[75]
- RISKY（2021年3月26日－5月7日，每日放送）：主演 [76]
- 大富豪同心2 第5話至最終話（2021年6月25日－7月23日，NHK BS Premium）：飾演 真琴姫[77]
- 八月在夜晚的棒球打擊場 第4話（2021年7月29日，東京電視台）：飾演 高橋菜菜子[78]
- 只是在結婚申請書上蓋個章而已（2021年10月19日－12月21日，TBS）：飾演麻宮祥子[79][80]
- 封刃師（2022年1月16日－3月13日，朝日放送電視台）：飾演 三條美緒[81][82]
- 廢材男又如何？（2022年2月3日－3月31日，東京電視台）：飾演 葛西真央[83]
- 特搜9（朝日電視台）：飾演 高尾由真
  - season5（2022年4月6日－6月22日）[84]
  - season6（2023年4月5日－5月31日）[85]
  - season7（2024年4月3日－6月5日）[86]
  - final season（2025年4月9日－6月11日）[87]
- 澤子～這是無盡的複仇～（2022年10月2日－12月4日，BS-TBS）：飾演 音川マチカ[88]
- 完蛋的壹子只好變得有魅力（2022年11月2日－12月21日，東京電視台）：飾演 有加里壹子（主演）[89]
- 失戀飯 第8話（2022年1月14日，Amazon Prime Video／2022年12月25日，讀賣電視台）：飾演 エイコ[90][91]
- Giver Taker（2023年1月22日－2月19日，WOWOW）：飾演 椿理子[92]
- 她們的犯罪（2023年7月20日－9月22日，讀賣電視台）：飾演 日村繭美（主演）[93]
- 沒有愛的戀人們（2024年1月21日－3月17日，朝日放送電視台）：飾演 近藤奈美[94]
- 尾形一成的週末父女（2025年1月14日，BS12 TwellV）：飾演 まりこ[95][96]
- 藤子·F·不二雄SF短劇 第3季「大叔搖滾」（2025年3月26日，NHK BS Premium 4K）[97]
- 愛上純喫茶 ＃27 石神井公園「居留珈」（2025年3月30日，富士電視台TWO）[98]

### 電視節目
- FFASHION meets 7COLORS（2010年6月12日、Ustream）- 京瓷SA002（日语：SA002）與美少女圖鑑（日语：美少女図鑑 (フリーペーパー)）合作番組[99]
- AC米蘭頻道 Milano Milan（日语：ACミラン・チャンネル）（2014年10月13日－2015年1月9日，BS12 TwellV）- 解說員[100]
- 周末美術館（日语：日曜美術館）（2019年2月24日，NHK教育頻道）[101]
- 早上!散步道（日语：朝の!さんぽ道）（東京電視台）[102]
  - 目黑川（2019年4月8日）[103]
  - 舊江戶川（日语：旧江戸川）（2019年4月9日）[104]
  - 橫十間川（日语：横十間川）（2019年4月10日）[105]
  - 日本橋川（2019年4月11日）[106]
  - 石神井川（日语：石神井川）（2019年4月12日）[107]
- 新美的巨人們（日语：美の巨人たち#新美の巨人たち）（2019年10月12日，東京電視台）- 馬奈「女神遊樂廳的吧檯」[108]

### 電影
- 麵包與巴士和第二次初戀（日语：パンとバスと2度目のハツコイ）（2018年2月17日）：主演 市井富美（市井ふみ）[109][註 2]
- 愛情是什麼（日语：愛がなんだ#映画）（2019年4月19日，Elephant House／台灣：2020年10月30日，車庫娛樂）：飾演 葉子[110]
- 空母伊吹（2019年5月24日，Kino Films（日语：キノフィルムズ））：飾演 [111]
- 消失的星期三（日语：水曜日が消えた）（2020年6月19日，日活／台灣：2020年11月20日，海樂影業）：飾演 瑞野[112][113]
- 回憶的照片（日语：おもいで写眞）（2021年1月29日，永旺娛樂（日语：イオンエンターテイメント））：飾演 音更結子（主演）[114][115]
- 我和她和拉力賽（日语：僕と彼女とラリーと）（2021年10月1日，永旺娛樂・STARCAT（日语：スターキャット・ケーブルネットワーク））：飾演 上地美帆（女主角）[116]
- 只是夏日的故事（2021年10月3日，第11屆桐生電影節參展作品）：飾演 川中陽月（主演）[117]
- 只是現在不走運而已（2022年4月8日，GAGA）：飾演 瀨戶寛子[118][119]
- 好狗不見了Haw（2022年8月19日，東映）：飾演 まりな[120]
- 短篇電影集《我和我和我》（2023年9月2日）〈只是夏日的故事〉[121]
- 人生無望的前偶像，選擇和陌生大叔同居（2023年11月3日，日活、KDDI）：飾演 安希子（主演）[122][123]
- 嘲笑之蟲（2025年1月24日，Showgate（日语：博報堂DYミュージック&ピクチャーズ））：飾演 長濱杏奈（主演）[124][125][126]
- 您要來點泡茶漬飯嗎？（2025年6月6日，東京劇場）：主演 澀澤圓（澁澤まどか）[127]

### 網路劇
- 愛上（；2018年4月26日－5月24日，Wire and Wireless）：飾演 加奈（主演）[128]
- 箱庭的旅鼠 第2話（2021年6月24日，ABEMA）：飾演 詩織[129]
- 總之我只是想在婚姻申請書上蓋個章而已（2021年10月19日 - 12月21日，Paravi）：飾演 麻宮祥子（主演）[130]
- Hulu U35創作者挑戰賽《速水早苗稍微慢了一步》（2022年2月，Hulu）：飾演 速水早苗（主演）[131]
- 巡遊夜（2024年2月29日，Netflix）：飾演 美月（みずき）[132]

### 網路節目
- Sonyrecord消磨時間TV（日语：ソニレコ! 暇つぶしTV）（2013年10月9日－2015年10月5日、Sony Music Records）- MC[133][註 3]

### 舞台劇
- Skip（日语：スキップ (小説)#再演）（2017年4月26日－5月5日，日光劇場（日语：サンシャイン劇場））：飾演 高中生 一之瀨真理子（主演）[48][註 4]
- NAPPOS PRODUCE「輪迴，轉世」（りぼん,うまれかわる；2021年6月18日－27日，六本木三色劇場）：飾演 Ribbon（主演）[134]
- オーストラ・マコンドー本公演「他と信頼と」（2024年8月31日－9月8日，KAAT神奈川藝術劇場）- 主演[135]
- 哈洛與茂德「HAROLD AND MAUDE」（2024年9月26日－10月10日，東京：EX THEATER ROPPONGI / 10月17日－21日，大阪：森之宮Piloti Hall）[136]

### 郎讀劇
- SONG & PLAY～三浦綾子著「塩狩嶺（日语：塩狩峠 (小説)）」（2018年4月20日，Sogetsu Hall）[137]
- ～山本周五郎名作「Sabu（日语：さぶ (小説)）」（2018年6月16日－17日，六行會（日语：六行会#六行会ホール））[138]
- 「柳橋物語」（2019年5月2日，草月Hall）[139]

### 廣播劇
- NHK FM 特集廣播劇（日语：FMシアター）（2017年8月13日，NHK-FM）[140]
- NHK FM FM戲場 廣播劇（日语：FMシアター）（2018年3月3日，NHK-FM）[141]

### MV
- K《誓い～Waiting For Love～》（2014年）[142][註 5]
- Leola《Puzzle》（2018年）[143]

### 廣播
- 紅茶花傳 presents ほどけるラジオ（2024年4月1日－8月28日，interfm）- 旁白[144]

### 電視廣告
- 劍與魔法王國古代女神（日语：剣と魔法のログレス いにしえの女神）[145]
  - 篇（2017年8月1日－）
  - 篇（2017年8月1日－）
- 婚禮珠寶專業品牌「I-PRIMO」（アイプリモ）（2018年4月7日－2019年3月）[146]
- 日清食品
  - 袋麺系列篇（2019年5月7日－）
- Mercari
  - 篇（2020年1月10日－）
- 總務省My Point事業局（日语：マイナポイント事業）
  - 「登場」篇（2020年7月27日－）[147]
  - 「全家一起」篇（2020年7月27日）[147]
  - 「從logo告知」篇（2020年9月8日）[148]
  - 「請告訴我！關鍵點」篇（2020年9月8日）[148]

### 平面代言
- kawaii EXPO 2010（2010年，LOWRYS FARM（日语：ローリーズファーム））- 專屬模特兒[149]
- 名古屋美少女圖鑑（日语：美少女図鑑 (フリーペーパー)）（2010年6月，TEXFARM INC.）[99]
- 別冊振袖美少女圖鑑（日语：美少女図鑑 (フリーペーパー)）（2010年6月，TEXFARM INC.）[150]
- 深川麻衣計畫（2012年8月－，北空知農業協同組合）深川米[151]
- 第37期「編集・Writer養成講座」（2018年2月17日，株式会社宣伝会議）- 形象代言人[152]
- Ground Y（Ground Y 品牌）2022年春夏季系列[153]
- 浦和PARCO 2025春季新時尚[154][155]

### 活動
- Campus Art Award（キャンパス アート アワード；2015年7月1日－9月5日，讀賣中高生新聞（日语：読売中高生新聞）、Kokuyo）- 審查員[156]
- 東京漫畫博覽會2024 電影舞台 × 驚悚特企《嗤笑之蟲（日语：ja:嗤う蟲|]]）》&《失蹤兒童影帶》（2024年12月7日，幕張展覽館国際展示場）[157][158]

## 書籍

### 寫真集
- 季刊 乃木坂 vol.2 初夏（2014年6月12日，東京新聞通信社）[159]
- 想永遠在你身邊（ずっと、そばにいたい；2016年6月9日，幻冬舍）[160][161]
- 電影官方書籍《回憶的照片》深川麻衣（2021年1月20日，KADOKAWA）[162][163]
- Free Mind（2023年2月8日，幻冬舍）[164][165]

### 寫真書
- MY magazine（2018年2月22日，寶島社）[166]

### 連載
- 日刊體育 靜岡版（日刊スポーツ静岡版；2016年1月22日－，日刊體育新聞社（日语：日刊スポーツ新聞社））
  - 登上去吧！！深川若月（のぼれ!! ふかがわかつき）[167][註 6]
- CanCam（2016年2月23日－，小學館）- MaiMai meets UNIVARVAL MUSE[168]

### 短篇小說
- Carry-over（キャリーオーバー；2016年1月5日）- 高山一實著，深川麻衣插繪[169]

## 獎項
- 第10回・TAMA 電影獎（日语：TAMA_CINEMA_FORUM#TAMA映画賞）－ 新進女演員獎（2018年）[170]

## 外部連結
- 深川麻衣官方網站（日語）
- Ten Carat個人介紹頁（日語）
- 深川麻衣的Instagram帳戶（2017年3月29日－）（日語）
- 深川麻衣官方的X（前Twitter）（2024年5月21日－）（日語）

乃木坂46時期
- 乃木坂46 深川麻衣 個人簡介（日語）
- 乃木坂46 深川麻衣 官方部落格（日語）（2011年11月－2016年7月1日）